# Staw (Zastawie)
Staw – część wsi Zastawie w Polsce, położona w województwie kujawsko-pomorskim, w powiecie brodnickim, w gminie Zbiczno, nad jeziorem Stawek.
W latach 1975–1998 miejscowość administracyjnie należała do województwa toruńskiego.